# عيب الحاجز البطيني
عيب الحاجز البطيني (VSD) هو خلل في الحاجز البطيني، إذ يفصل هذا الحاجز بين البطينين الأيسر والأيمن للقلب. قد يختلف حجم الفتحة من حجم الدبوس إلى الغياب التام للحاجز البطيني، وبتلك الحالة يكون هناك بطين واحد مشترك. يتكون الحاجز البطيني من جزء سفلي عضلي، وعلوي غشائي، ويملك الكثير من الخلايا العضلية القلبية الموصلة.
يكون خلل الجزء الغشائي، القريب من العقدة الأذينية البطينية، هو الأكثر شيوعًا عند البالغين والأطفال الأكبر سنًا في الولايات المتحدة. وهو أيضًا النوع الأشيع الذي يتطلّب تدخلًا جراحيًا، ويشمل أكثر من 80% من الحالات.
عيوب الحاجز البطيني الغشائية أكثر شيوعًا من عيوب الحاجز البطيني العضلية، وهي أكثر الحالات الشاذة القلبية الخلقية شيوعًا.

## العلامات والأعراض
يكون عادة عيب الحاجز البطيني دون أعراض عند الولادة، ويبدأ بالتظاهر بعد الولادة ببضعة أسابيع.
عيب الحاجز البطيني هو عيب خلقي مزمن في القلب، ويعرف أيضًا باسم التحويلة اليسرى اليمنى، لذلك لا توجد علامة الزرقة في المرحلة المبكرة. ومع ذلك، قد يزيد عيب الحاجز البطيني غير المصحح من المقاومة الرئوية مما يؤدي إلى عكس التحويلة، وإحداث زرقة.
- تكون النفخة شاملة للانقباض على طول الحدود القصية اليسرى السفلى (حسب حجم العيب) مع أو دون هرير مجسوس (اضطراب واضح في تدفق الدم). أصوات القلب طبيعية. قد يتسبب عيب الحاجز البطيني الأكبر ارتفاعًا مجاورًا للقص، وانحراف ضربة القمة (يتحرك نبض القلب المجسوس للوحشي مع مرور الوقت، بسبب تضخّم القلب). سيفشل الرضيع المصاب بعيب الحاجز البطيني الكبير في النمو وسيعاني التعرق وتسرع التنفس أثناء الرضاعة.[6]

تترافق عيوب الحاجز البطينية الصغيرة (العيوب الأصغر) بنفخات أعلى وهرير مجسوس أكثر (تكون النفخة من الدرجة الرابعة). قد ترتبط العيوب الأكبر بارتفاع الضغط الدموي الرئوي في النهاية بسبب زيادة تدفق الدم. مع مرور الوقت، قد يؤدي ذلك إلى متلازمة أيزنمغجر، وهي عبارة عن عيب حاجز بطيني لكن ينتقل الدم فيه من اليمين إلى اليسار، وتصبح بذلك التحويلة يمنى يسرى بسبب الضغوط المتزايدة في السرير الوعائي الرئوي.

## الأسباب
كثيرا ما تترافق عيوب الحاجز البطيني الخلقية مع الحالات الخلقية الأخرى، مثل متلازمة داون.
يمكن أن يتشكل عيب الحاجز البطيني أيضًا بعد أيام قليلة من احتشاء عضلة القلب (النوبة القلبية) بسبب التمزق الميكانيكي لجدار الحاجز في الفترة قبل تشكل أنسجة الندبة، عندما تبدأ البلاعم في إعادة بناء أنسجة القلب الميتة.
تشمل أسباب عيب الحاجز البطيني الخلقية تحلّق غير كامل للقلب خلال الأيام 24-28 من التطور الجنيني. عادةً ما ترتبط عيوب الحاجز البطيني المعزولة مع وجود أخطاء في الجين NKX2.5 عند البشر إذ تُفقد نسخة واحدة من الجين.

## العلاج
معظم الحالات لا تحتاج إلى علاج وتشفى في السنوات الأولى من الحياة. يكون العلاج محافظ أو جراحي. إن عيوب الحاجز البطيني الأصغر غالباً ما تغلق وحدها عندما يكبر القلب ويكون العلاج محافظ. بعض الحالات قد تطلّب الجراحة عندما:
- يفشل قصور القلب الاحتقاني في الاستجابة للأدوية
- يكون عيب الحاجز البطيني مرافق بتضيق الرئوي
- يكون عيب الحاجز البطيني مرافق بقلس الأبهر
- يكون عيب الحاجز البطيني كبيرا ومترافقا بارتفاع التوتر الرئوي.